# Creyssensac-et-Pissot
Creyssensac-et-Pissot é uma comuna francesa na região administrativa da Nova Aquitânia, no departamento Dordonha. Estende-se por uma área de 8,48 km². Em 2010 a comuna tinha 268 habitantes (densidade: 31,6 hab./km²).